# ФК Верия
Вижте пояснителната страница за други значения на Верия.
Верия (на гръцки: Γυμναστικός και Αθλητικός Σύλλογος Βέροιας или Γ.Α.Σ. Βέροια) е футболен отбор от град Бер (Верия), Егейска Македония, Гърция, който в сезон 2006 – 2007 се състезава в гръцката втора дивизия. Отборът носи прякора „Царицата на севера“ (Василиса ту Вора). Домакинските си мачове играе на градския стадион в Бер с капацитет от 9300 места. Цветовете му са червено и синьо.

## История
Тимът е създаден през 1960 година след сливането на двата съществуващи берски отбора – Ермис (Хермес) и Вермио (гръцкото име на Каракамен). В 2007 година Верия завършва 3 във втора дивизия и печели промоция в гръцката първа дивизия, но в 2008 година отново изпада във втора дивизия.